# Îlot Tekedid
L'îlot Tekedid est un îlot de la mer Méditerranée à El Marsa en Algérie.

## Description
Le Ras Tekedid est la pointe occidentale du Cap de Fer et un phare y a été construit. Cette pointe est si bien détachée de la côte qu'on la prend souvent pour une île, ce qu'elle n'est pas.
À 700 m de son extrémité, se trouve l'îlot Tekedid de 27 m de hauteur.